# Bernardino Pereira Pinheiro
Bernardino Pereira Pinheiro (Coimbra, 20 de Fevereiro de 1837 — Lisboa, 5 de Março de 1896), mais conhecido por Bernardino Pinheiro, foi um escritor, publicista e político republicano português. Membro do directório do Partido Republicano Português, foi deputado às Cortes.

## Biografia
Nasceu em Coimbra, filho de Joaquim José Pinheiro e Maria da Trindade Pereira. Depois de ter frequentado a Aula de Comércio, emigrou para o Brasil onde se fixou no Rio de Janeiro e se dedicou ao comércio. Naquela cidade iniciou-se na escrita, como colaborador de periódicos locais e foi um dos sócios fundadores do Grémio Literário Português. No Rio de Janeiro foi redactor do jornal A Reforma e do periódico A Semana, tendo mantido importante colaboração com outros periódicos brasileiros.

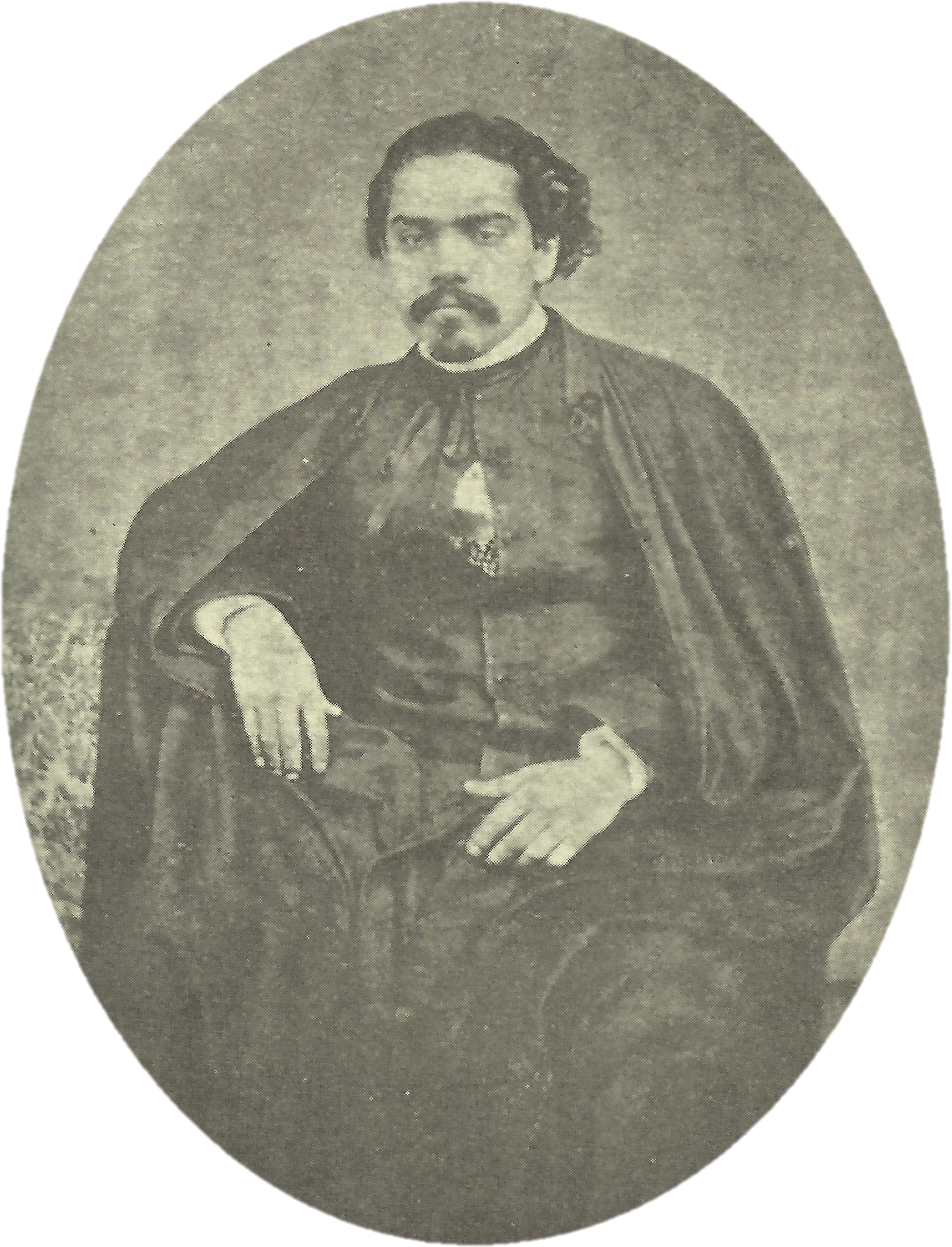
Bernardino Pinheiro enquanto estudante da Universidade de Coimbra, 1860

Regressou a Portugal em meados da década de 1850 e matriculou-se no curso de Direito da Universidade de Coimbra, que concluiu em 1862, empregando-se como conservador de registo de hipotecas no Distrito de Coimbra.
Nas eleições gerais de 1870 foi eleito deputado pelo círculo eleitoral de Monção nas listas do Partido Reformista.
Tendo-se transferido para a secretaria do Supremo Tribunal de Justiça, em 1872 foi nomeado secretário daquele tribunal, iniciando uma carreira que o levaria a director-geral.
Tendo entretanto aderido ao Partido Republicano Português, em 1890 foi eleito deputado pelo círculo eleitoral uninominal de Lagos, onde apesar de ter tido apenas 44 votos, o candidato mais votado foi considerado inelegível por acórdão do Tribunal de Verificação de Poderes de 22 de Maio de 1890.
Foi presidente da Associação de Escolas Móveis pelo Método de João de Deus, fundada por Casimiro Freire.
Foi um dos redactores principais do periódico A Saudade, publicação de cariz literária e instrutivo instituída pelo Grémio Literário Português do Rio de Janeiro. Como publicista conhecem-se os textos publicados no Jornal do Comércio de Lisboa e colaboração na Revista Contemporânea de Portugal e Brasil (1859-1865). Foi um dos colaboradores do periódico A Renascença : Órgão dos trabalhos da geração moderna (1878).
Faleceu com 59 anos, em casa, na Praça dos Restauradores, número 53, terceiro andar, freguesia de Santa Justa, sendo sepultado em jazigo no Cemitério dos Prazeres. Foi casado, desde 1866, com D. Liberata Emília Luzia Nabas de Lima, de quem deixou uma filha.

## Obras publicadas
Conhece-se as seguintes obras publicadas:
- Arzila, romance histórico do século XV, Lisboa, 1862;
- Sombras e Luz, romance do reinado de D. Manuel, Lisboa, 1863;
- El-Rei Perdoa, Estreias Literárias, Coimbra;
- A Filha do Povo, Revista Contemporânea, 1846;
- D. Guiomar Coutinho, Revista Contemporânea;
- "Ensaio sobre a Organização da Sociedade Universal", O Instituto, Coimbra, 1862-1863;
- Amores de um visionário, Coimbra, 1874;
- Projecto de lei sobre corporações e bens eclesiásticos, Lisboa, 1871;
- Revisão da sentença crime: projecto de lei apresentado na Câmara dos Senhores em sessão de 11 de Janeiro de 1892, Lisboa, 1892;
- Recordações Parlamentares, Lisboa, 1892.

Colaborou na obra História de Portugal (6 volumes, 1876-1877), editada com António Enes, Manuel Pinheiro Chagas, Luciano Cordeiro, Eduardo Vidal e Gervásio Lobato. 